# 成昆铁路金沙江大桥
成昆铁路金沙江大桥是成昆铁路跨越金沙江的桥梁，位于三堆子站和攀枝花站之间，四川省攀枝花市东郊仁和区与盐边县交界处。大桥左岸引桥下是盐边县三堆子村，因此又被称为三堆子大桥。该桥自1969年至1995年间是长江最上游的铁路跨江大桥，现时则为长江自源头起第三座铁路跨江大桥。

## 概述
大桥全长390.4米，其中主跨192米，为简支铆接下承钢桁梁，桁高24米，桁宽10米，是当时中国铁路跨度最大的简支梁桥；左岸引桥32米×4孔，右岸引桥32米×2孔，均为钢板梁。大桥主桁重1994吨，引桥重446吨，合计2440吨。桥墩与桥台基础均置于轻微风化的花岗岩上，混凝土用量7687立方米。桥梁下部结构于1965年9月开工，1966年4月竣工；上部结构于1967年6月开工，1969年10月竣工。成昆铁路以单线通过大桥，铁路靠上游一侧设有人行道供行人步行过江，人行道与铁路之间用铁丝网隔离。

## 施工过程
由于成昆铁路工期紧张，要求大桥钢梁必须在铺轨到达前全部安装完成，桁梁只好在铺轨前用汽车通过公路运至工地。而建桥时成昆铁路沿途公路等级极低，路窄、弯急、坡陡，加之金沙江峡谷地形给施工造成困难，所以桁梁杆件长度和重量均受限制。大桥弦杆长度设计为8米，最重9.7吨；斜杆最长13.28米，最重10.8吨；板梁主梁每片分为5段，最长8.8米、重6.6吨。钢梁均由16锰钢制造。金沙江大桥与渡口支线雅砻江大桥钢梁杆件的堆放及预拼场地共同设在金沙江左岸三堆子坡地上。杆件组拼好后，分别用汽车运至各自桥址。金沙江大桥右岸所用杆件用12.5吨缆索吊机运送过江，由两岸伸臂架设，跨中合龙。

## 桥梁名称
虽然桥头立碑写有“金沙江大桥”的正式名称，但此桥最广为人知的名称为“三堆子大桥”。事实上成昆铁路另有其它桥梁名为三堆子大桥，位于三堆子站和三堆子隧道之间，为一顺江大桥，长273.1米，是三堆子站昆明端出站的第一座桥梁，紧邻310省道红格大道并与之平行。同时攀枝花市正在三堆子建造公路跨江桥梁，是新227国道（张掖－孟连公路）和新218省道（越西－鱼鲊公路）共同的跨江通道，名称亦为三堆子大桥。此外，建设中的成昆铁路扩能改造工程（成昆二线）同样在三堆子附近跨越金沙江，桥址在老成昆铁路金沙江大桥上游约3.5公里处，跨越老成昆铁路三堆子站。

## 相关事件
大桥从建成起至2013年6月7日有部队驻守执勤。2011年9月11日，一名来自盐边县和爱彝族乡的彝族年轻女性从大桥右岸江边入水轻生，武警四川总队攀枝花支队第三中队的3名战士紧急赶往江边，下江成功将其救起，但刘先东（19岁）、杨磊（18岁）2名战士被湍急的江水卷走，不幸遇难。两人遗体分别于下游凉山彝族自治州会理县江竹乡竹鲊村六组和鱼鲊乡鱼鲊村马房沱寻获。